# Talamancacris palustris
Talamancacris palustris är en insektsart som beskrevs av David M. Rowell 1995. Talamancacris palustris ingår i släktet Talamancacris och familjen gräshoppor. Inga underarter finns listade i Catalogue of Life.